# 候文
候文，是日本語在中世至近代期間使用的一種文語體（文言文），屬變體漢文。因其在句末使用丁寧助動詞「候」（歷史假名遣作），故而得名。

## 历史
「候」一詞本意是服侍貴人，平安時代成為「有」或「在」的謙讓語，後來又轉為表示丁寧的助動詞。鐮倉時代日本開始普遍在官方文書中使用文語體（文言文）。到了江戶時代，候文成為日本最常用的文語體。
明治維新後，候文的地位開始被官方漢文訓讀體、民間口語體取代。二戰結束之後，日本官方文書一律採口語體，徹底廢除了候文及漢文訓讀體。

## 特征
候文的所用文字，包括汉字的行草体及其异体字，变体假名、用行草体书写的文言文助词、平假名、片假名以及合字等等。其文体特征是在按照日文语序排列词汇的文章裡，夹杂书写源自汉文文言文的返读字。候文因為通常在句末使用「候」字，而被称为「候文」。候文没有浊音符，也没有句读等标点符号。
比如說，二战后国语改革全部改用「平假名」书写的日文連詞、副詞、代词、助动词，大部分在候文中卻還在用汉字及其略体（比如「候」字简写为一点・）進行寫出。助动词例：等等。其他还包括动词、助词等等。
- 连词：
- 副詞：
- 代詞：
- 助动词：[1]
- 前缀：
- 辅助动词：
- 连词：
- 其他：

所以造成候文特徵就是漢字在文本所佔比例很高，在日本傳統上，越正式的文章使用越多漢字，而越少写假名。在古代日本，一篇文章，根据作者的教育程度和作文的場合，其汉字、假名的用法都不甚相同。當時女性因為教育上的不平等，漢字教育普遍受得較男性為少，因此不論場合，多使用假名；然而在非正式的場合，即便是受過漢字訓練的男性，对于私人、内部的文章，其實也會多用假名來书写比較直覺。
因此候文，在日本的文字裡，算是比較正式的文體。但也不仅行政司法等公文，在江戶時期，其他各种商业文章、日記、紀錄、通关文书等各种文献用的也都是「候文」。這是由于是书面语而非方言，漢字大致寫法統一又容易閱讀，因此候文能克服方言障碍，通用全日本。雖然初學起來比較難，但在当时稱得上是一种非常方便的文体。

## 例文
- 法令・庆应三年第十三

此文是王政復古大号令相关法令・庆应三年（1867年）第十三（庆应三年十二月九日公布）后半的部分摘录。。当时的法令都是用候文书写的。
- 翻译成现代日语：
- 翻译成中文文言：「間舊弊之付一洗，言語之道，為所洞開。其有預見人選，不拘貴賤、無庸忌憚，可致獻言。且人才登庸，為第一急務，其有心所當仁者，可早早上言。」